# Jörgen Elofsson
Kjell Åke Jörgen Elofsson, född 14 januari 1962 i Ängelholm, är en svensk låtskrivare. Han har varit verksam på studion Cheiron, där han haft framgång med låtar med Britney Spears "Sometimes" och "(You Drive Me) Crazy". Han har också co-skrivit hitlåtar som Kelly Clarksons "Stronger (What doesn't kill you)", som nominerats till Song Of The Year och Record of the Year vid 2013 Grammy Awards i USA samt Westlifes "Fool Again", "Unbreakable" och "Evergreen " med mera.

## Tidiga år (1978–1998)
Elofssons musikaliska karriär började när han var 16 år och var sångare och gitarrist i flera lokala grupper mellan 1978 och 1986, såsom Air, Egon Pretty Band, Art Light, Garbo och Sitting Ducks. Bara några månader senare undertecknade Elofsson sitt första skivkontrakt med CBS. En solokarriär under artistnamnet "Shane" lanserades och den första singeln, "Dance With Another", från hans debutalbum år 1989. Man in Me släpptes år 1993.
Elofsson blev sedan låtskrivare på heltid under 1994, då han arbetade med den svenska sångerskan Carola.

## Cheiron Studios (1998–2001)
Elofssons arbete på Cheiron startade i januari 1998, där han främst arbetade tillsammans med David Kreuger och Per Magnusson. Via studion kom han i kontakt med den irländska gruppen Boyzone som behövde material till sitt kommande tredje album. Elofsson co-skrev sedan låten "Will Be Yours". Boyzones album "Where We Belong", släpptes den 25 maj 1998 och blev etta i Storbritannien. Detta var Boyzones tredje raka albumetta och det blev Elofssons första internationella framgång. Den 12 januari 1999 utkom Britney Spears debutalbum "... Baby One More Time". Jörgen Elofssons "Sometimes" släpptes den 30 april som Spears andra singel. Det producerades av Per Magnusson och David Kreuger med ytterligare samproduktion från Elofsson. Även om den inte blev släppt som en fysisk singel i USA, blev det en världssuccé och nådde topp tio i elva länder. I Storbritannien nådde låten #3 och är hittills Spears tredje bäst säljande singel i landet.
Tillsammans med alla låtskrivare på Cheiron som arbetade på albumet ... Baby One More Time fick Elofsson sin första Diamond Award för mer än 10 miljoner sålda exemplar i USA. Hittills har det sålts mer än 30 miljoner exemplar världen över. I januari år 2000 tilldelades Cheiron Productions låtskrivare och producenter Musikexportpriset av den svenska regeringen.

## Åren efter Cherion (2001–2008)
Efter den stora framgången med Britney Spears debutalbum blev Cheiron känt. Många i musikbranschen ville arbeta med dess låtskrivare och producenter. Tre av låtarna som fanns med på Westlifes självbetitlade debutalbum, som släpptes den 1 november 1999, var co-skrivna av Jörgen Elofsson. Två av dem, "If i Let You Go" och "Fool Again", blev brittiska listettor.
Den 6 oktober 2001 hade det nya talangjaktsprogrammet Idol premiär på ITV. Den vinnande låten "Evergreen" var skriven för tävlingen av Jörgen Elofsson, Per Magnusson och David Kreuger. Eftersom sändningen av musiktävlingen hade försenats med flera månader bestämde sig Simon Cowell, en av domarna och A & R på BMG, för att först släppa låten på Westlifes album World of Our Own. Den första Pop Idol-vinnaren, Will Young, kröntes den 10 februari 2002. Två veckor senare, den 25 februari, släpptes "Evergreen". Elofsson fick nu också möjlighet att arbeta med Céline Dion. På hennes nionde engelska album, A New Day Has Come, finns sången "The Greatest Reward" skriven av Elofsson och Andreas Carlsson och det släpptes den 26 mars 2002. Den blev Dions första #1-debut i USA, med topp-placering i över 20 länder och hade så småningom sålt mer än 12 miljoner exemplar världen över. Efter framgången med Idol i Storbritannien debuterade American Idol i USA den 11 juni samma år. Tjugofem episoder sändes under 11 veckor och den 4 september kröntes vinnaren Kelly Clarkson. Två veckor senare hade hennes vinnande låt "A moment like this" släppts. Den var skriven av Elofsson tillsammans med John Reid. Det blev Elofssons första etta på Billboard Hot 100. I slutet av 2002 släppte Westlife sitt fjärde album, 19 spår på ett samlingsalbum, Unbreakable: The Greatest Hits Vol 1, men även med sex helt nya låtar, två av dem skrivna av bland andra Elofsson. Den 4 november kom albumets första singel, "Unbreakable" som satte rekord genom att flytta från nummer 196 till nummer 1 på bara en vecka, den största språnget i brittiska topplistans historia. Albumet kom ut en vecka senare och även det gick till nummer 1 och trots det sena släppet det året blev det nionde bästsäljande albumet år 2002 i Storbritannien. Albumet återkom in på listorna år 2007 och återutgavs 2008 och fanns totalt 55 veckor på den brittiska Top 100 Albumlistan.
År 2005 skapade Elofsson skivbolaget Planet Six, en del av tidigare BMG - Universal Music Publishing Group.
Den 7 november 2005 släppte operabandet Il Divo sitt andra album Ancora. Deras första singel gick till # 1 i Storbritannien, samt i 12 andra länder. I USA kom det ut den 24 januari och debuterade på #1 på Billboard 200 en vecka senare. På albumet var "I believe in You (Je Crois En Toi)", en duett med Céline Dion, delvis skriven av Jörgen Elofsson. Låten släpptes som singel både för Il Divo, liksom Céline Dion, lyfte från hennes album "On Ne Changes Pas." Hittills hade Elofsson ensam eller i samarbete skrivit sex låtar för Il Divo, däribland "Senza Parole" på kvartettens senaste album "Wicked Game" som släpptes i november år 2011.
Jörgen Elofsson blev tillfrågad om att skriva det officiella ledmotivet för 2006 FIFA fotbolls-VM. Han skrev då "Time of Our Lives", också nu en duett, den här gången mellan Il Divo och den amerikanska sångerskan Toni Braxton. Tillsammans framförde de låten på invigningen i München kvällen den 9 juni.
Elofsson är känd för sina vinnarlåtar för brittiska Pop Idol och American Idol. Hans texter och musik har framförts av idolvinnare över hela världen, till exempel i Österrike, Belgien, Finland, Tyskland, Holland och Sverige. Hittills har han skrivit sjutton Idol-vinnande låtar.
Den 25 maj 2006 fick Jörgen Elofsson med sin "That's My Goal" (Shayne Ward) Ivor Novello Award för den mest sålda brittiska singeln 2005. Den 24 maj 2007 fick han åter Ivor Novello Award, denna gång för den mest sålda brittiska singeln 2006.

## Kronprinsessparets bröllop
I ett telefonsamtal från Daniel Westling i slutet av 2008 undrade han om Elofsson skulle vara intresserad av att komponera en låt för det kommande kungliga bröllopet. Elofsson tackade ja. Omedelbart började han arbeta på texten och musiken, vilket tog honom mer än ett år att slutföra. De som spelade in och utförde duetten under vigseln var de svenska artisterna Björn Skifs och Agnes; vigseln ägde rum den 19 juni 2010 i Storkyrkan i Stockholm.

## Billboard #1 - Stronger
Jörgen Elofsson och Kelly Clarkson fortsatte sitt samarbete. År 2002 co-skrev han den vinnande låten "A moment like this" för öppningssäsongen av American Idol. Det blev Jörgen Elofssons första etta på Billboard Hot 100. Den 8 februari 2012 kunde han fira sin andra, nämligen den co-skrivna Clarksons "Stronger (What doesn't kill you)". Den var nummer ett i två veckor, tappade några positioner den tredje veckan, för att sedan återvända till topplaceringen sju dagar senare. Den 5 december 2013 meddelades att hans co-skrivna "Stronger (What doesn't kill you)" blev Grammy Award-nominerad till Song of the Year. Senare visade sig Kelly Clarksons album "Stronger" vara nominerad i tre andra kategorier: Bästa pop Vocal Album, Record of the Year och Best Pop Solo Performance.

## Arbetet med Agnetha Fältskog
Den 13 maj 2013 släppte Elofsson albumet A med den svenska artisten Agnetha Fältskog. Det är hennes tolfte studioalbum totalt. Jörgen Elofsson skrev och co-skrev varje låt på albumet och co-producerade albumet med Peter Nordahl.

## Kung Fury
I slutet av 2014 fick Jörgen Elofsson en förfrågan om att skriva en låt för den engelskspråkiga svenska kortfilmen Kung Fury, skriven, regisserad och spelad av David Sandberg. Elofsson co-skrev och producerade låten "True Survivor" och låten blev senare inspelad med David Hasselhoff. Senare producerades en musikvideo på låten "True Survivor", som lanserades den 16 april 2015. Den 22 mars 2019 hade musikvideon mer än 38 miljoner visningar på youtube.com

## Celine Dion & albumetCourage
Den 8 juni 2019 avslutade Celine Dion sin show i Las Vegas på Caesars Palace, med 1 141 konserter under de senaste 16 åren. Hon överraskade då publiken med att spela den nya låten "Flying on My Own", den första singel från hennes kommande fjärde album Courage. Låten släpptes som singel den 28 juni 2019, och var skriven av Jörgen Elofsson, Liz Rodrigues och Anton "Hybrid" Mårtensson. Låten var producerad av Elofsson tillsammans med Hybrid & Ugly Babies. Till albumet var Elofsson även med och skrev "Nobody's Watching" & "Say Yes". 
Den 24 november 2019 flög albumet in som listetta på den amerikanska Billboard 200 Chart, det var Celine Dions första på 17 år.

## Andreas Weise & albumetThe Circle
I april 2023 släpptes albumet The Circle med Andreas Weise. Jörgen Elofsson producerade det och var med om att skriva låtarna. Elofsson och Weise började att jobba med albumet 2021 och under hösten 2023 gjorde Weise Sverigeturnén The Circle Tour med låtarna från skivan, som innehåller bl.a. titelspåret The Circle samt singlarna Bleed och Fight for Love.

## Övrigt
Den 7 maj 2013 meddelades att Janet Leons singel "New Colours", som skrevs av Leon, Elofsson, Lisa Desmond och Jesper Jakobsson, valdes till officiell låt för Stockholm Pride 2013. Den 8 oktober 2015 fick Jörgen Elofsson SKAP:s hederspris 

## Diskografi
- 1994 – Carola – "Guld i dina ögon"
- 1998 – Aikakone – "Aikapyörä"
- 1998 – Aikakone – "Magiaa"
- 1998 – Aikakone – "Valokuva"
- 1999 – Britney Spears – "(You Drive Me) Crazy"
- 1999 – Britney Spears – "Sometimes"
- 1999 – Britney Spears – "Walk On By" (cover av Gareth Gates 2002)
- 1999 – Westlife – "If I Let You Go"
- 2000 – Bellefire – "I Can Make You Fall in Love Again"
- 2000 – Britney Spears – "Girl in the Mirror"
- 2000 – Britney Spears – "What U See (Is What U Get)"
- 2000 – Devotion 2 Music – "Blah Blah Blah"
- 2000 – Emilia – "Before I Fall"
- 2000 – Jessica Folcker – "Love You Like a Fool"
- 2000 – Lucy Street – "Girl Next Door"
- 2000 – Lucy Street – "Goodbye"
- 2000 – Lucy Street – "Life Is a Lovesong"
- 2000 – Lucy Street – "Loves Me Loves Me Not"
- 2000 – Lucy Street – "Second Time Around"
- 2000 – Peter Jöback – "Higher"
- 2000 – Peter Jöback – "Tonight"
- 2000 – Steps – "It's the Way You Make Me Feel"
- 2000 – Steps – "Mars and Venus (We Fall in Love Again)"
- 2000 – Trybe – "We Are Invincible"
- 2000 – Westlife – "Fool Again"
- 2000 – Westlife – "My Love"
- 2001 – 3 of Hearts – "Is It Love"
- 2001 – Alsou – "Let It Be Me"
- 2001 – Britney Spears – "When I Found You"
- 2001 – Geri Halliwell – "It's Heaven, It's Hell (Being Geri Halliwell)"
- 2001 – Geri Halliwell – "Love Is the Only Light"
- 2001 – Jennie Löfgren – "Dreams"
- 2001 – Jennie Löfgren – "Somewhere"
- 2001 – Robyn – "Say You'll Walk the Distance"
- 2001 – Tess – "Viva l'Amor"
- 2001 – Westlife – "I Cry" (covered av Shayne Ward)
- 2001 – Dream Street – "It Happens Every Time"
- 2002 – Gareth Gates – "Anyone of Us (Stupid Mistake)"
- 2002 – Gareth Gates – "What My Heart Wants to Say"
- 2002 – H & Claire – "Let Me Carry You"
- 2002 – H & Claire – "No Turning Back"
- 2002 – H & Claire – "You're a Love Song"
- 2002 – Kaci – "Everlasting/Eternamente"
- 2002 – Jamie Meyer – "Psycho"
- 2002 – Jessica Andersson – "Perfect Bliss"
- 2002 – Kelly Clarkson – "A Moment Like This" (cover av Leona Lewis)
- 2002 – Mathias Holmgren – "Något som kan hända" (Swedish version of "Anyone of Us (Stupid Mistake)" by Gareth Gates)
- 2002 – Priscilla – "Bla Bla Bla" (fransk version av "Blah Blah Blah" med Devotion 2 Music)
- 2002 – Priscilla – "Plus" (fransk version av "1-2-3" med Nikki Cleary)
- 2002 – Westlife – "Unbreakable"
- 2002 – Westlife – "Evergreen" (cover av Will Young och Gareth Gates)
- 2003 – Gareth Gates – "Say It Isn't So"
- 2003 – Guy Sebastian – "Angels Brought Me Here"
- 2003 – Jamie Meyer – "Good Girl"
- 2003 – Jamie Meyer – "Last Goodbye, First Hello"
- 2003 – Jessica Andersson – "Ett kort ögonblick" (svensk version av "A Moment Like This" by Kelly Clarkson)
- 2003 – Nikki Cleary – "1-2-3"
- 2003 – Nina – "What If"
- 2004 – Charlotte Perrelli – "Gone Too Long"
- 2004 – Daniel Lindström – "Coming True"
- 2004 – Fredrik Kempe – "With You All the Time"
- 2004 – Ana Johnsson – "Life"
- 2004 – Ana Johnsson – "We Are"
- 2004 – Hanna Pakarinen – "Love Is Like a Song"
- 2004 – Jodie-Joy – "I Still Believe"
- 2005 – Darin – "Who's That Girl"
- 2005 – Darin – "Why Does It Rain"
- 2005 – Darin – "Walk the Distance"
- 2005 – Agnes – "Let Me Carry You"
- 2005 – Agnes – "Right Here, Right Now (My Heart Belongs To You)" (cover av Raffaëla Paton)
- 2005 – Die Happy – "Big Big Trouble"
- 2005 – Shayne Ward – "That's My Goal"
- 2005 – Twill – "Before I Fall"
- 2005 – Twill – "Is It Love"
- 2005 – Twill – "One Step At A Time"
- 2006 – Agnes – "I Had A Feelin'"
- 2006 – Agnes – "Kick Back Relax"
- 2006 – Agnes – "What Do I Do With All This Love"
- 2006 – Alexander Klaws – "This Is What It Feels Like"
- 2006 – D-Side – "No One"
- 2006 – Darin – "Homeless" (cover av Leona Lewis)
- 2006 – Il Divo & Celine Dion – "I Believe in You"
- 2006 – Il Divon& Toni Braxton – "Time of Our Lives"
- 2006 – Marie Serneholt – "Beyond Tonight"
- 2006 – Marie Serneholt – "The Boy I Used To Know"
- 2006 – Marie Serneholt – "Calling All Detectives"
- 2006 – Marie Serneholt – "Can't Be Love"
- 2006 – Marie Serneholt – "Enjoy the Ride"
- 2006 – Marie Serneholt – "I Love Making Love in the Morning"
- 2006 – Marie Serneholt – "I Need a House"
- 2006 – Marie Serneholt – "Oxygen"
- 2006 – Marie Serneholt – "That's The Way My Heart Goes"
- 2006 – Marie Serneholt – "Wasted Love"
- 2006 – Markus Fagervall – "Everything Changes"
- 2006 – Shayne Ward – "Someone to Love"
- 2007 – Ari Koivunen – "On the Top of the World"
- 2007 – Erik Segerstedt – "Freeway"
- 2007 – Erik Segerstedt – "Everything Changes"
- 2007 – Fabienne Louves – "Wach uf!"
- 2007 – Fabienne Louves – "Wenn nüt meh got" (tysk version av "Right Here, Right Now (My Heart Belongs To You)" med Agnes)
- 2007 – Katherine Jenkins – "How Do You Leave the One You Love?"
- 2007 – Martin Stosch – "I Can Reach Heaven From Here"
- 2007 – No Angels – "I Had a Feeling"
- 2007 – Part Six – "What's That Sound"
- 2007 – Part Six – "Perfect World"
- 2007 – Westlife – "You Must Have Had a Broken Heart"
- 2008 – Céline Dion – "There Comes a Time"
- 2008 – E.M.D. – "For You"
- 2008 – E.M.D. – "She's My California"
- 2008 – Fady Maalouf – "Blessed"
- 2008 – Il Divo – "La promessa"
- 2008 – Same Difference – "We R One"
- 2008 – Kevin Borg – "With Every Bit of Me"
- 2009 – Paloma Faith – "Stargazer"
- 2009 – The Saturdays – "Lose Control"
- 2009 – Sheri – "U Got Me Good"
- 2009 – Super Junior – "What If"
- 2010 – Jennifer Rush – "Windows"
- 2010 – Jennifer Rush – "I Never Asked For An Angel"
- 2010 – Jennifer Rush – "I'm Not Dreaming Anymore"
- 2010 – Tommy Reeve – "Believe It Like I Do"
- 2010 – Charice – "All That I Need To Survive"
- 2010 – Erik Grönwall – "When You Fall"
- 2010 – Agnes & Björn Skifs – When You Tell The World You're Mine
- 2010 – Edita Abdieski – "The Key"
- 2011 – Edita Abdieski – "The Key"
- 2011 – Namie Amuro – "make it happen
- 2011 – Jennifer Lopez – "Until It Beats No More"
- 2011 – Eric Saade – "Someone New"
- 2011 – Eric Saade – "Big Love"
- 2011 – Kelly Clarkson – "Stronger (What Doesn't Kill You)"
- 2011 – Girls' Generation – "Bad Girl"
- 2011 – Björn Skifs – "Break The Spell"
- 2011 – Björn Skifs – "Let's Kiss"
- 2011 – Björn Skifs – "Back to Where We Started From"
- 2011 – Björn Skifs – "When Our Lips Touch"
- 2011 – Björn Skifs – "I Already Know"
- 2011 – Björn Skifs – "Damned If I Do"
- 2011 – Björn Skifs – "You Got There In the End"
- 2011 – Björn Skifs – "Step Right Up"
- 2011 – Björn Skifs – "This Is Where the Story Ends"
- 2011 – Björn Skifs – "You Were Loved"
- 2011 – Il Divo – "Senza Parole"
- 2011 – Eclipse – "When The River Is You"
- 2011 – Eclipse – "La Tua Melodia"
- 2011 – Vanquish – "The Harder You Love"
- 2011 – Michelle – "Was, Wenn Mein Herz Sich Irrt"
- 2011 – Youngblood – "American Girlfriend"
- 2011 – Youngblood – "Sleep On It"
- 2011 – Youngblood – "Outside Boy"
- 2012 – Jedward – "Happens In The Dark"
- 2012 – Leona Lewis – "Stop The Clocks"[9]
- 2012 – Il Volo – "Splendida"
- 2012 – Samantha Jade – "What You've Done to Me"
- 2012 – Ida LaFontaine – "Dancing 4 My Life"
- 2013 – Agnetha Fältskog – "The One Who Loves You Now"
- 2013 – Agnetha Fältskog – "When You Really Loved Someone"
- 2013 – Agnetha Fältskog – "Perfume In the Breeze"
- 2013 – Agnetha Fältskog – "I Was A Flower"
- 2013 – Agnetha Fältskog – "I Should’ve Followed You Home (with Gary Barlow)"
- 2013 – Agnetha Fältskog – "Past Forever"
- 2013 – Agnetha Fältskog – "Dance Your Pain Away"
- 2013 – Agnetha Fältskog – "Bubble"
- 2013 – Agnetha Fältskog – "Back On Your Radio"
- 2013 – Agnetha Fältskog – "I Keep Them On the Floor Beside My Bed"
- 2013 – Janet Leon – "New Colours"
- 2013 – MainStreet – "Hell's A Lot Like Love"
- 2013 – Kristoffer Rahbek – "Junkie For Love"
- 2015 – David Hasselhoff – "True Survivor"[10]
- 2017 - Brendan Murray - ”Dying To Try” (Irlands bidrag i Eurovision Song Contest 2017)
- 2017 - Rhys - ”Last Dance” [11]
- 2017 - Rhys - ”Too Good To Be True” [12]
- 2017 - Super Junior - ”The Lucky One's”
- 2018 - Mariette Hansson - ”For You” (Melodifestivalen 2018)
- 2018 - Mariette Hansson - ”Time To Spare”[13]
- 2018 - Ivy Quainoo - ”House On Fire” [14]
- 2018 - Rhys - ”Maybe I Will Learn” [15]
- 2018 - Luke Potter – "It's Easy"[16]
- 2018 - Felizia K – "Chameleon Girl"[17]
- 2018 - Rhys - ”No Vacancy” [18]
- 2018 - Rhys - ”Spite My Flaws” [19]
- 2018 - Rhys (feat. Felix Sandman) - ”Starfish” [20]
- 2018 - Rhys - ”You'll Never Know” [19]
- 2018 - Rhys - ”Better Be Over” [19]
- 2018 - Rhys - ”On My Own” [19]
- 2018 - Rhys - ”Doomed” [19]
- 2018 - Sanna Nielsen - ”Christmas Candle” [21]
- 2018 - Laura Tesoro - ”Mutual” [22]
- 2018 - Niykee Heaton - ”Starting Over”[23]
- 2018 - Melo Moreno – "Watch Love Die"[24]
- 2019 - Celine Dion - ”Flying On My Own”[25]
- 2019 - Celine Dion - ”Nobody's Watching”[8]
- 2019 - Celine Dion - ”Say Yes”[8]
- 2024 – Margaux Flavet – "I'll Write Your Name Across the Sky"

## Priser och nomineringar
| År   | organisation           | Nominerat verk                     | Kategori                                 | Resultat  |
| ---- | ---------------------- | ---------------------------------- | ---------------------------------------- | --------- |
| 2000 | The Record Of The Year | "My Love (Westlife song)"          | The Record Of The Year - UK              | Vann      |
| 2003 | SMFF                   | " Anyone Of Us"                    | Årets Låt                                | Vann      |
| 2003 | SMFF                   | Jörgen Elofsson                    | Största Internationella Framgång         | Vann      |
| 2006 | Ivor Novello Award     | "That's My Goal"                   | Bästsäljande Brittiska Singel            | Vann      |
| 2007 | Brit Award             | "A Moment Like This"               | Bästsäljande Brittiska Singel            | Nominerad |
| 2007 | Ivor Novello Award     | "A Moment Like This"               | Bästsäljande Brittiska Singel            | Vann      |
| 2007 | Daytime Emmy Award     | "So Good"                          | Framstående Original Låt - Barn/Animerat | Nominerad |
| 2012 | Kungahuset             | Jörgen Elofsson                    | Medalj 8:e storleken i högblått band     | Hedrad    |
| 2013 | Grammy Award           | "Stronger (What Doesn't Kill You)" | Song of the Year                         | Nominerad |
| 2015 | SKAP                   | Jörgen Elofsson                    | Hederspris SKAP                          | Hedrad    |